# Battaglia di Feistritz
La battaglia di Feistritz venne combattuta il 6 settembre 1813 nei pressi del villaggio di Feistritz im Rosental in Austria, durante i più vasti eventi della campagna d'Italia della guerra della Sesta coalizione.
Il corpo francese del generale Paul Grenier, parte dell'armata del viceré Eugenio di Beauharnais intenta a difendere i confini del Regno d'Italia dalle offensive dell'Impero austriaco, attaccò una brigata austriaca al comando del generale August von Vécsey asserragliata in una testa di ponte sulla sponda meridionale del fiume Drava; gli austriaci furono sconfitti e messi in rotta dopo un duro scontro grazie alla superiorità numerica dei francesi.

## Antefatti

### Le forze in campo
Nel 1812 le migliori unità dell'esercito del Regno d'Italia avevano preso parte alla campagna di Russia, servendo con distinzione sotto il comando del viceré Eugenio di Beauharnais ma subendo anche terribili perdite, con solo 3 000 soldati che sopravvissero alla campagna; inoltre, per ricostruire la sua Grande Armata e affrontare i coalizzati russo-prussiani in Germania, Napoleone Bonaparte richiamò ulteriori quattro divisioni dalle guarnigioni francesi in Italia, dando tuttavia il permesso al suo figliastro di reclutare una nuova armata di coscritti italiani e francesi per difendere i confini del Regno d'Italia. Nel maggio 1813 questa nuova armata prese quindi a formarsi intorno alla 46ª, 47ª e 48ª Divisione francese, alla 49ª Divisione italiana e a una divisione di cavalleria; nei fatti, solo 13 000 coscritti francesi furono destinati all'Armata d'Italia e le cosiddette divisioni francesi erano in realtà composte per la maggior parte da italiani reclutati nelle aree della penisola annesse alla Francia. Pur continuando a crescere in numero, l'armata difettava di equipaggiamenti militari al punto che diversi coscritti furono spediti al fronte con addosso uniformi da poliziotto; un pugno di unità, come la Guardia Reale italiana, era tuttavia di qualità discreta.
Nel frattempo, anche l'Impero austriaco era intento a espandere le sue forze armate in vista di una ripresa delle ostilità contro la Francia di Napoleone. Mentre il grosso delle forze andava radunandosi in Boemia, il comando austriaco dislocò un corpo d'armata nell'area del Danubio per presidiare il confine con il Regno di Baviera e un secondo corpo d'armata nel Ducato di Carinzia ai confini nord-orientali del Regno d'Italia; le forze in Carinzia erano agli ordini del generale Johann von Hiller ed erano designate come "Armata dell'Austria Interiore": nonostante il suo fosse considerato un teatro di guerra secondario, entro agosto Hiller ricevette il comando di 35 000 uomini e 120 pezzi d'artiglieria. Hiller e i suoi comandanti di brigata erano dei veterani, ma si trovavano penalizzati da un sistema di comando goffo e da un gran numero di coscritti variamente equipaggiati; le forze austriache erano in inferiorità numerica rispetto ai franco-italiani di Eugenio, ma con il fronte del Danubio tranquillo vari rinforzi furono continuamente dirottati nel corso dell'autunno per irrobustire le truppe di Hiller in Carinzia.
Allo scoppio delle ostilità tra Austria e Francia a metà agosto 1813, Hiller divise le sue truppe in una forza d'avanguardia sotto il generale Aron Stanisavljevic (con due battaglioni di Grenzer e due squadroni di ussari) e cinque divisioni al comando dei generali Ignaz Peter Marchal de Perclat (una britata leggera con un battaglione jäger, uno di Grenzer e quattro squadroni di ussari, e una brigata di linea con quattro battaglioni di fanteria regolare), Johann Maria Philipp Frimont (una brigata leggera e una brigata di linea con organico identico alle precedenti, e una brigata di cavalleria con dodici squadroni di ulani), Franz Marziani (un'unica brigata di linea con sette battaglioni di fanteria regolare), Annibale Sommariva (una brigata di quattro battaglioni di granatieri, una brigata mista con un battaglione di jäger, uno di Grenzer, uno della Landwehr e due squadroni di ussari, e una brigata di cavalleria con dieci squadroni di dragoni) e Paul von Radivojevich (una brigata con due battaglioni di regolari e due di Grenzer, una brigata con due battaglioni regolari e uno di Grenzer, e una brigata di cavalleria con quattro squadroni di ussari).

### L'inizio degli scontri

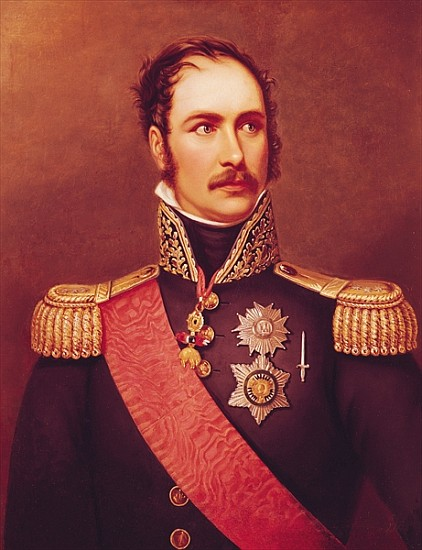
Eugenio di Beauharnais, viceré d'Italia

Il 12 agosto le forze austriache varcarono i confini con le Province illiriche e il Regno d'Italia. Hiller distaccò la divisione di Radivojevich con 10 000 uomini sul suo fianco sinistro a catturare Karlovac (Karlstadt) e Novo mesto (Neustadt) per poi proseguire alla volta di Fiume e Trieste sulla costa del mar Adriatico; nel mentre, Hiller guidò il resto dell'armata in un'avanzata lungo il corso del fiume Drava alla volta di Villaco (Villach). In risposta all'offensiva austriaca, Eugenio guidò 47 000 uomini nel nord delle Province illiriche, stabilendo una linea di difesa da Tarvisio a nord a Karlovac a sud passando per Lubiana al centro dove il viceré fissò il suo quartier generale.
Quando i francesi avevano preso possesso delle Province illiriche nel 1809, molti croati che le abitavano avevano sperato che i nuovi padroni avrebbero saputo stimolare l'espansione economica della regione e alleggerire gli obblighi militari della popolazione; nel corso del tempo le loro speranze erano però rimaste deluse, e quando le colonne di Radivojevich attraversarono la frontiera i croati insorsero in armi contro i francesi. L'alto comando austriaco (Consiglio di guerra di Corte) non aveva alcuna intenzione di alimentare il sentimento nazionalistico della regione, ma ciononostante Radivojevich fu dotato di 12 000 moschetti con cui armare gli insorti locali; la rivolta dei croati aiutò gli austriaci a catturare rapidamente molto territorio, mentre le diserzioni di massa divennero un problema serio in seno alle unità illiriche dell'armata di Eugenio.
Il 16 agosto le forze di Hiller erano in piena avanzata all'interno delle Province illiriche: Radivojevich raccolse molti successi e catturò Karlovac e Neustadt incontrando solo debole resistenza, mentre il 20 agosto la divisione di Frimont arrivò davanti Villaco con 6 000 uomini dando il via a una serie di schermaglie protrattesi per una settimana; Frimont catturò i sobborghi orientali di Villaco il 21 agosto, e tre giorni dopo respinse in un sanguinoso scontro un contrattacco della brigata francese del generale Jean-Pierre Piat, forte di 3 000 uomini, infliggendole più di 600 perdite al prezzo di 251 tra morti e feriti. Il 28 agosto il generale Pierre Guillaume Gratien tornò all'attacco di Villaco con una forza ammontante a una divisione di 10 000 uomini: anche se tre divisioni austriache erano concentrate nella zona, Gratien riuscì a espellere i suoi nemici dalla città e a spingerli di nuovo sulla riva orientale del Drava; nel corso dello scontro almeno quattro quinti degli edifici di Villaco furono dati alle fiamme e tre arcate del ponte sul Drava furono distrutte.

## La battaglia

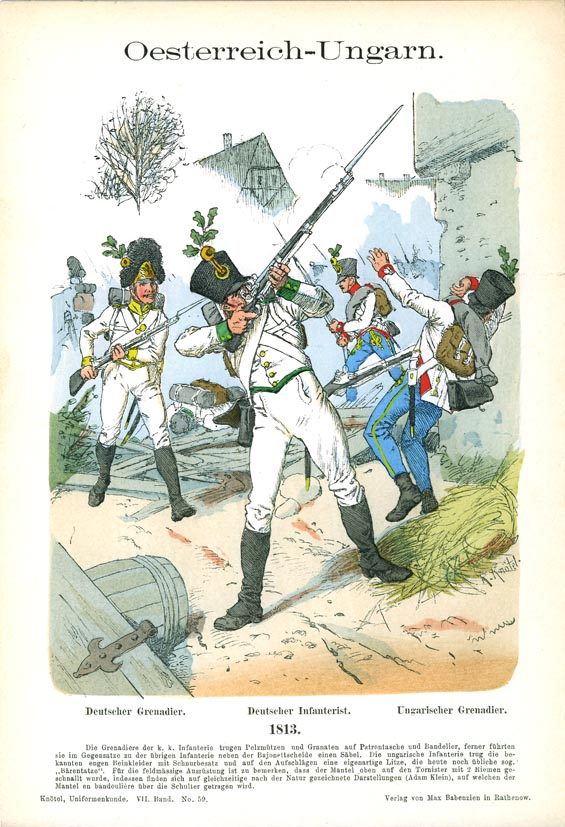
Tavola uniformologica della fanteria austriaca nel 1813

Respinto da Villaco, Hiller cercò di stabilire una nuova testa di ponte oltre il Drava più a est. Un punto favorevole all'attraversamento fu individuato a sud di Klagenfurt, e verso la fine di agosto le unità austriache iniziarono a essere traghettate attraverso il fiume nei pressi del villaggio di Feistritz im Rosental; Eugenio si rese conto che la mossa austriaca metteva in pericolo le comunicazioni tra la sua ala destra e quella sinistra, e ordinò al generale Paul Grenier di prendere due divisioni ed eliminare la testa di ponte nemica oltre il Drava; Grenier si mosse con le divisioni dei generali François Jean Baptiste Quesnel e Marie François Rouyer, mentre Gratien rimaneva a Tarvisio con la Guardia Reale in movimento tra Tarvisio e Jesenice e la divisione del generale Pierre-Louis Binet de Marcognet in posizione a Bistrica.
Hiller venne a conoscenza dei movimenti francesi nella zona di Feistritz, e la mattina del 6 settembre 1813 spedì due battaglioni di granatieri a presidiare il vicino castello di Schloss Hollenburg, con un battaglione di fanteria regolare posto in riserva nei pressi di Weizelsdorf. La brigata del generale August von Vécsey, parte della divisione di Frimont, si trincerò a difesa nei pressi del burrone di Bärenthal, con il suo fianco destro fissato alla riva del Drava e quello sinistro posizionato su alcune ripide colline boscose più a sud; Vécsey disponeva di 3 300 uomini consistenti in dieci compagnie del Reggimento fanteria Reisky Nr. 10, nel 1º Battaglione del Reggimento fanteria Chasteler Nr. 27, nel 9º Battaglione Jäger e in quattro squadroni di ulani del Reggimento Merveldt Nr. 1. A Hollenburg vi erano i battaglioni granatieri Chimani e Welsperg, mentre in supporto di Vécsey vi erano anche otto pezzi di artiglieria più due cannoni e un obice schierati sulla riva opposta del Drava a Ludmannsdorf, in una buona posizione per sfruttare il tiro d'infilata. Vécsey dispose la sua principale linea di resistenza dietro il burrone di Bärenthal a est, ma stabilì anche una forte posizione difensiva a ovest nei pressi del castello di Feistritz, del cimitero della cittadina e dei borghi di Mittel- e Ober-Feistritz; il ponte che attraversava il burrone era stato bloccato da una barricata.

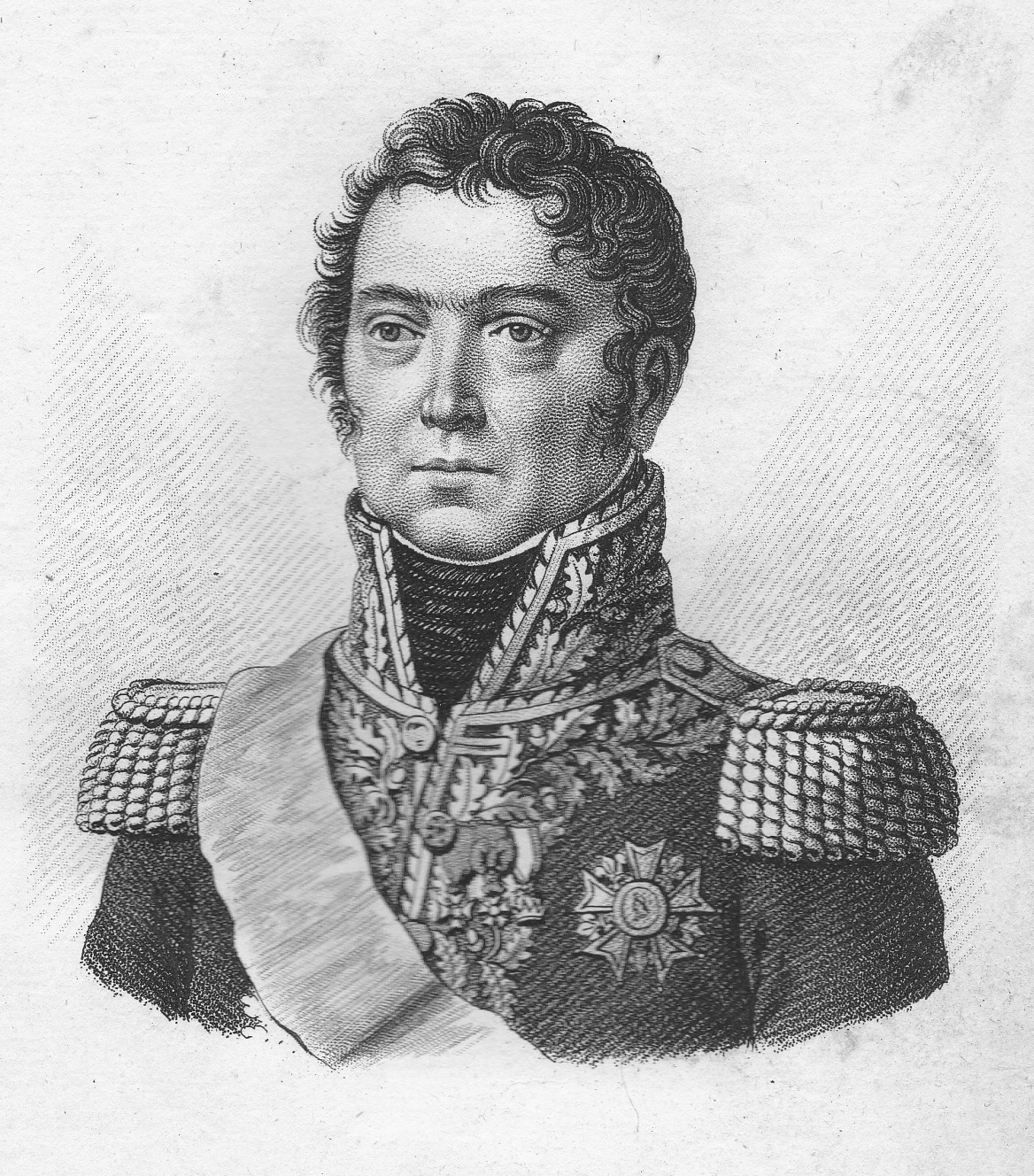
Paul Grenier, comandante delle forze francesi

Grenier disponeva ai suoi ordini di 15 186 soldati e 28 cannoni, di cui 7 700 nella divisione di Quesnel e 7 486 in quella di Rouyer; ciascuna divisione francese era composta da due brigate con in appoggio una batteria di artiglieria da campagna di otto cannoni e una batteria di artiglieria a cavallo di sei pezzi: Quesnel aveva le brigate dei generali Jean Gaudens Claude Pegot (quattro battaglioni del 84º Reggimento fanteria di linea) e Toussaint Campi (quattro battaglioni del 92º Reggimento fanteria di linea e della 30ª Demi-brigade provvisoria), Rouyer quelle dei generali Nicolas Schmitz (quattro battaglioni del 9º Reggimento fanteria di linea e tre della 28ª Demi-Brigade provvisoria) e Jacques Darnaud (quattro battaglioni del 35º Reggimento fanteria di linea).
La mattina del 6 settembre, le forze di Grenier lasciarono i loro accampamenti nei pressi di Sankt Jakob im Rosental muovendo in tre colonne: per prima mosse la colonna di destra, consistente nella brigata di Campi con aggregata l'artiglieria reggimentale dell'84º Reggimento di linea, seguita dalla colonna centrale agli ordini del generale Quesnel con la brigata di Pegot, il Reggimento dragoni Regina italiano, una batteria di artiglieria a cavallo e mezza batteria di artiglieria da campagna; la colonna di sinistra lasciò il campo per ultima, verso le 09:00, al comando del generale Schmitz con la sua brigata. Quando la colonna di destra raggiunse il borgo di Matschach, Campi distaccò un battaglione di fanteria e due cannoni come protezione per il suo fianco; la colonna mosse poi sulle colline sovrastanti Feistritz, lasciando indietro un secondo battaglione perché fungesse da riserva. Quando la colonna centrale attraversò il burrone di Klein Dürrenbach a circa 3,2 chilometri a ovest di Feistritz, scacciò davanti a sé alcuni schermagliatori austriaci e distaccò un battaglione dell'84º Reggimento di linea per tenere d'occhio i movimenti nemici sulla riva nord del Drava; la colonna di Quesnel raggiunse quindi il borgo di Suetschach, dove prese posizione in attesa che l'attacco partisse. Quesnel fu quindi raggiunto dalla colonna di Schmitz, il quale rimpiazzò il battaglione dell'84º con uno dei suoi.

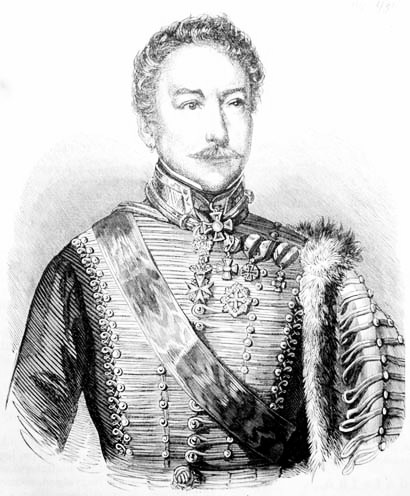
August von Vécsey, comandante delle forze austriache

Grenier diede ordine a Quesnel di schierare la colonna centrale in due linee precedute da distaccamenti di schermagliatori, con l'obiettivo di portare i suoi soldati sul lato orientale del burrone di Bärenthal; Schmitz, che combatteva sotto lo sguardo del suo comandante divisionale Rouyer, ricevette anch'egli l'ordine di schierare le sue forze in due linee e di liberare dal nemico i borghi di Mittel- e Ober-Feistritz in modo da permettere ai francesi di sparare sugli austriaci dal lato orientale del burrone. Più sulla destra, Campi ricevette istruzione di appoggiare gli attacchi delle colonne centrale e sinistra come pure di attaccare gli austriaci dal retro. Da Jesenice nell'alta valle del Sava, Eugenio stava intanto guidando due battaglioni della Guardia italiana verso nord per ripulire dagli avamposti austriaci la zona a sud di Feistritz.
Schermaglie tra le opposte forze presero vita intorno alle 10:00, per trasformarsi in una battaglia generale intorno a mezzogiorno. L'attacco principale partì alle 15:00 quando Campi scese dalle sue posizioni contro il fianco destro degli austriaci mentre Quesnel e Schmitz li assalivano sul fronte; vedendo la sua ala sinistra arretrare, il generale Vécsey mandò un messaggio a Hollenburg chiedendo assistenza. I francesi misero a segno un buon colpo catturando un gruppo di austriaci mentre questi si stavano ritirando verso il castello di Feistritz; un battaglione dell'84º Reggimento di linea si ritrovò pesantemente impegnato da parte del nemico e ricevette il sostegno della 28ª Demi-brigade provvisoria. L'assalto dei francesi si concentrò sulla chiesa e il cimitero di Feistritz e contro una ridotta sul lato occidentale del burrone: un battaglione della 28ª Demi-brigade fece irruzione nella ridotta e ne massacrò i difensori, mentre il 9º Reggimento di linea prendeva d'assalto la chiesa e il borgo di Mittel-Feistritz. Quando i soldati del 9º Battaglione Jäger videro la ridotta cadere in mano al nemico e i francesi avanzare oltre il burrone, si ritirarono dalla chiesa e dal cimitero fino al castello di Feistritz; Schmitz guidò quindi il 9º Reggimento di linea in una carica contro il castello con l'84º in supporto, ma l'assalto entrò in una fase di stallo quando le truppe caddero sotto un pesante fuoco di fucileria mentre avanzavano lungo la strada.
Dopo che i suoi uomini furono respinti diverse volte, Schmitz ordinò di dare fuoco al castello; la struttura fu ben presto avvolta dalle fiamme, e 116 difensori austriaci si arresero. Nel frattempo, l'84º di linea aveva fatto irruzione attraverso il ponte sul burrone, nonostante la difesa offerta dagli uomini dei reggimenti Reisky e Chasteler che furono costretti a ritirarsi; dopo che una compagnia di voltigeur del 9º di linea ebbe attraversato il burrone di Bärenthal fu caricata da uno squadrone di ulani austriaci ma fu in gardo di respingere il nemico. Quando le unità del 9º di linea e della 28ª Demi-brigade fecero irruzione nell'abbandonato accampamento austriaco, furono affiancate da quattro plotoni dell'84º di linea schierati in ordine chiuso e per le 17:30, sotto una pesante pioggia, l'intero abitato di Feistritz era in mano ai francesi. Raggiunto dai rinforzi provenienti da Hundsdorf, Vécsey lanciò un contrattacco: momentaneamente bloccate, le unità francesi si schierarono in ordine chiuso e respinsero il nemico in direzione del villaggio di Sankt Johann im Rosental; qui gli austriaci dovettero affrontare uno dei battaglioni della brigata di Campi sceso dalle colline. A un certo punto durante il pomeriggio, due battaglioni di granatieri austriaci fecero la loro comparsa sul campo di battaglia e coprirono il ripiegamento delle forze di Vécsey, respingendo alle 20:00 l'ultimo tentativo di Campi di tagliare la via di ritirata del nemico. Vécsey portò quindi le sue forze sulla riva nord del Drava e distrusse il ponte allestito sul fiume.

## Conseguenze

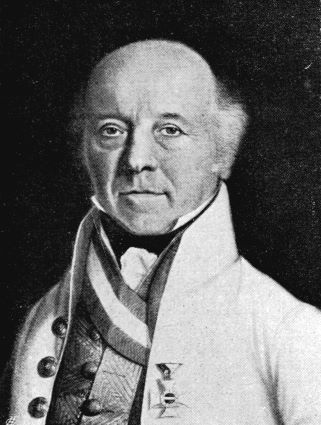
Il generale Johann von Hiller, comandante delle forze austriache sul fronte italiano

I francesi riportarono nello scontro 60 morti e 300 feriti, tra cui dodici ufficiali dell'84º di linea; il maggiore Charrier, comandante del 9º di linea, rimase ucciso. Gli austriaci ammisero invece la perdita di 67 morti, 364 feriti e 394 prigionieri; in aggiunta, i due battaglioni di granatieri intervenuti sul finire della battaglia riportarono altre 88 perdite.
Seppure Hiller era consapevole dell'importanza della sua testa di ponte a Feistritz, non riuscì a sostenere adeguatamente la brigata di Vécsey, schierando i più vicini rinforzi a sei ore di marcia di distanza; con Feistritz nelle sue mani, Eugenio poteva ora utilizzare il passo di Loibl per mantenere le comunicazioni tra Tarvisio e Lubiana e organizzare un attacco contro il fianco sinistro di Hiller a Kamnik. Eugenio tuttavia fallì la capitalizzazione del suo momentaneo vantaggio a causa di una serie di insuccessi cui andarono incontro le sue forze: il 7 settembre una brigata di 2 563 uomini della divisione italiana del generale Giuseppe Federico Palombini fu sconfitta dalle forze austriache del generale Nugent, forti di 2 100 uomini, nei pressi di Lippa riportando 104 morti e 200 prigionieri, mentre il giorno seguente, nei pressi di Trzin, la brigata italiana del generale Gaspare Bellotti cadde in un'imboscata tesale dalle truppe del generale Joseph von Fölseis subendo 60 morti, 200 feriti, 600 prigionieri (tra cui Bellotti stesso e il colonnello comandante del 3º Reggimenti di linea) e perdendo due bandiere, due cannoni e tre carri di munizioni al prezzo di perdite minime per gli austriaci.
L'11 settembre, le forze austriache del feldmaresciallo Franz Philipp Fenner von Fenneberg condussero una vittoriosa incursione sulle posizioni nemiche a Rio di Pusteria catturando 100 prigionieri e causando la ritirata della divisione del generale Antonio Bonfanti, che fu poi rimosso dal comando; lo stesso giorno, un contingente di 130 austriaci appoggiati da un brigantino della Royal Navy britannica si impossessarono del porto di Pola. Il 13 settembre, Eugenio stesso condusse a Šmarje-Sap 3 300 uomini e sei cannoni della Guardia reale italiana in un attacco contro le forze austriache del colonnello Milutinovich, forti di 1 000 uomini e due cannoni: gli italiani assalirono una posizione ben fortificata, finendo per essere respinti dopo aver riportato 300 tra morti e feriti e 97 prigionieri.
Gli insuccessi dei franco-italiani continuarono. Il 14 settembre il generale Domenico Pino inviò 9 000 uomini ad attaccare le forze del generale Nugent a Elsane, forti di 2 000 uomini: gli austriaci combatterono duramente prima di ritirarsi con il favore del buio, infliggendo a Pino 420 perdite subendo solo 24 morti e 88 feriti; il 16 settembre un altro scontro si verificò a Višnja Gora quando gli austriaci del generale Matthias Rebrovich attaccarono la brigata italiana del generale Teodoro Lechi: la cavalleria austriaca mise in rotta un battaglione della Guardia italiana catturando 910 prigionieri e due cannoni al prezzo di perdite leggere. La situazione per le forze di Eugenio divenne ben presto insostenibile: una colonna austriaca aggirò l'esposto fianco sinistro del viceré marciando a ovest nel Tirolo, mentre le diserzioni stavano divenendo un problema serio in seno alle unità di coscritti italiani e francesi; ai primi di ottobre inoltre il Regno di Baviera, fino ad allora un solido alleato dei francesi, iniziò delle trattative per abbandonare l'alleanza con la Francia e passare nel campo dei coalizzati, troncando le comunicazioni tra Eugenio e l'armata di Napoleone in Germania. Per il viceré divenne impossibile tenere ulteriormente le province illiriche e il 5 ottobre l'armata franco-italiana diede il via a una ritirata generale verso il fiume Isonzo, confine orientale del Regno d'Italia.